# Nuoto ai Giochi europei
Il nuoto è stato inserito nel programma dei Giochi europei nell'edizione inaugurale che si è svolta nel 2015.

## Edizioni
| Giochi | Anno | Sede | Gare |
| ------ | ---- | ---- | ---- |
| I      | 2015 | Baku | 42   |

## Medagliere complessivo
Aggiornato alla prima edizione
| Pos.   | Paese       | Oro | Argento | Bronzo | Totale |
| ------ | ----------- | --- | ------- | ------ | ------ |
| 1      | Russia      | 23  | 7       | 12     | 42     |
| 2      | Regno Unito | 7   | 7       | 9      | 23     |
| 3      | Germania    | 3   | 4       | 6      | 13     |
| 4      | Francia     | 2   | 1       | 3      | 6      |
| 5      | Austria     | 2   | 1       | 0      | 3      |
| 6      | Italia      | 1   | 9       | 0      | 10     |
| 7      | Paesi Bassi | 1   | 5       | 0      | 6      |
| 8      | Lituania    | 1   | 1       | 0      | 2      |
| 9      | Ucraina     | 1   | 0       | 2      | 3      |
| 10     | Israele     | 1   | 0       | 2      | 3      |
| 11     | Spagna      | 0   | 2       | 2      | 4      |
| 12     | Polonia     | 0   | 1       | 2      | 3      |
| 13     | Grecia      | 0   | 1       | 1      | 2      |
| 13     | Ungheria    | 0   | 1       | 1      | 2      |
| 15     | Bielorussia | 0   | 1       | 0      | 1      |
| 15     | Croazia     | 0   | 1       | 0      | 1      |
| 17     | Danimarca   | 0   | 0       | 3      | 3      |
| 18     | Serbia      | 0   | 0       | 1      | 1      |
| Totale | Totale      | 42  | 42      | 43     | 127    |